# هاردي وليامز
هاردي وليامز (بالإنجليزية: Hardy Williams)‏ هو سياسي أمريكي، ولد في 14 أبريل 1931 في فيلادلفيا في الولايات المتحدة، وتوفي بنفس المكان في 7 يناير 2010 بسبب مرض آلزهايمر. حزبياً، نشط في الحزب الديمقراطي. وقد انتخب عضو مجلس ولاية بنسيلفانيا وانتخب عضو مجلس نواب بنسيلفانيا.